# Pobeda (Eisberg)
Koordinaten: 64° 39′ S, 98° 54′ O
Pobeda (russisch Остров Победа Ostrow Popeda, deutsch ‚Sieg-Insel‘, englisch Pobeda Ice Island ‚Pobeda-Eisinsel‘) ist ein Tafeleisberg, der periodisch vor der Küste des ostantarktischen Königin-Marie-Lands bzw. 160 km vor dem vorgelagerten Shackleton-Schelfeis auf Grund läuft. Die Bezeichnung Insel ist für dieses Gebilde geographisch inkorrekt.

## Periodische Entstehung
Pobeda entsteht periodisch und verschwindet wieder. Er entsteht durch das Kalben des Denman-Gletschers östlich des Shackleton-Schelfeises in Form eines Tafeleisbergs, der dann nach Nordwesten treibt und auf einer untermeerischen Bank auf Grund läuft. Der Eisberg sitzt dort für ein Jahrzehnt oder länger fest, bis seine Dicke so weit abgenommen hat, dass er sich von der Untiefe wieder löst und weiter in das offene Meer hinaustreibt, wo er schließlich auseinanderbricht und abschmilzt.
Die schwimmende Gletscherzunge des Denman-Gletschers schiebt sich durch nachfließende Eismassen vom Inlandeis der Ostantarktis in das Meer hinaus, bis ein neuer Tafeleisberg ähnlicher Größe kalbt, was alle 40 bis 50 Jahre passiert.
Ein ähnliches Phänomen wurde am Thwaites-Gletscher an der Walgreen-Küste im Marie-Byrd-Land beobachtet.

## Daten
Bei Pobeda handelt es sich um einen Tafeleisberg mit fast vertikalen Kanten und einer nahezu ebenen Oberfläche, was eine Bezeichnung als Insel irreführend macht. Das Objekt ragt mindestens 27 Meter aus dem Meer.
Pobeda ist bis zu 70 km lang und 36 km breit und nimmt eine Fläche von rund 1500 km² ein.

## Geschichte
An der Stelle wurde erstmals im Februar 1840 ein Eisberg gesichtet, von der United States Exploring Expedition, die von Charles Wilkes geführt wurde. Er versperrte den Weg nach Westen entlang der antarktischen Küste. Deshalb nannte Wilkes das Objekt Termination Land.
Pobeda wurde wieder in den Jahren 1911 bis 1913 von der ersten australischen Antarktis-Expedition unter Douglas Mawson vorgefunden (und dann Termination Ice Tongue genannt), jedoch nicht mehr während der ebenfalls von Mawson geleiteten BANZARE-Expedition von 1929 bis 1931.
Der Eisberg war 1960 wieder zurück, als eine sowjetische Expedition ihn Pobeda-Insel nannte. Die Sowjetunion unterhielt auf Pobeda vom 9. Mai bis zum 12. August 1960 eine Wetterstation in einer Höhe von 27 Meter über dem Meeresspiegel, mit deren Hilfe die Struktur des Eises untersucht wurde. Dieser Eisberg verschwand wieder in den 1970er Jahren.
1985 kalbte ein neuer Tafeleisberg, der bis 2003 oder 2004 bestand. Eine Neubildung ist nach der bisher beobachteten Periodizität frühestens um das Jahr 2025 zu erwarten.

## Tiefseerinne
Etwa 200 km nördlich des Pobeda-Eisbergs liegt eine Tiefseerinne, die 1956 von A. P. Lizitsin den Namen Pobeda-Graben (engl. Pobeda Canyon) erhielt. Sie erstreckt sich von 62° 30′ S, 100° 15′ O bis 64° 30′ S, 97° 35′ O.